# Killimster
Killimster is een dorp in de buurt van Wick in de Schotse lieutenancy Caithness in het raadsgebied Highland.